# Kateryna Vasylivna Bilokur
Kateryna Vasylivna Bilokur (tiếng Ukraina: Катерина Василівна Білокур; 7 tháng 12 [lịch cũ 24 tháng 11] năm 1900 – 9 tháng 6 năm 1961) là một nghệ sĩ dân gian người Ukraina sinh ra ở tỉnh Poltava. Ngày sinh của bà hiện chưa rõ nhưng ngày 7 tháng 12 được dùng làm sinh nhật chính thức của bà. Sau khởi đầu sự nghiệp không suôn sẻ, các tác phẩm của bà dần được biết tới vào cuối thập niên 1930 và 1940 vì chúng liên quan đến đề tài tự nhiên. Bà được vinh danh là Nghệ sĩ Nhân dân Ukraina. Pablo Picasso được cho là đã chiêm ngưỡng tác phẩm của bà được trưng bày ở Paris và bình luận: "Nếu chúng ta có một nghệ sĩ ở trình độ này, chúng ta sẽ làm cả thế giới phải bàn về cô ấy."

## Cuộc đời và sự nghiệp

### Xuất thân
Sinh nhật của bà được tổ chức vào ngày 24 tháng 11 (tức 7 tháng 12) năm 1900, và bà sinh ra ở làng Bohdanivka.
Năm lên sáu hoặc bảy tuổi, Bilokur học cách đọc. Gia đình bà quyết định không đưa bà đến trường học để tiết kiệm tiền mua giày và quần áo. Bà bắt đầu vẽ từ bé, tuy nhiên cha mẹ không ủng hộ sở thích này và không cho phép bà vẽ. Bilokur tiếp tục bí mật vẽ, sử dụng chất liệu là vải vụn và than cũ.
Bilokur từng bộc bạch bà đã "trộm một mảnh vải trắng của mẹ và lấy một cục than... tôi vẽ một thứ gì đó ở một mặt giẻ, rồi thích thú trước thứ mình vẽ, và vẽ nốt ở mặt kia... Và lần này... tôi không vẽ thứ tôi thấy, mà vẽ những chú chim tôi tưởng tượng ra... Tâm hồn tôi hạnh phúc vô cùng bởi những thứ mình có thể tạo nên! Tôi nhìn chăm chú vào bức vẽ và cười như điên". Tuy nhiên, bà cũng vấp phải sự phản đối của cha mẹ: "Đó là khi cha mẹ bắt quả tang tôi. Họ xé tranh của tôi và ném nó vào lò nướng... 'Con có bị điên không? Con đang làm gì vậy? Chuyện gì sẽ xảy ra nếu người khác thấy con làm chuyện này? Thứ quỷ dữ nào mới đồng ý cưới con sau chuyện này kia chứ!..'" Tuy nhiên, Bilokur vẫn không từ bỏ đam mê vẽ tranh: "Nhưng bất kể tôi có đi đâu, làm gì chăng nữa - hễ có một hình ảnh trong đầu là tôi cứ vẽ ra, nó bám lấy tôi...Tôi bị Mẹ thiên nhiên trừng phạt, thật là độc ác khi trao cho tôi tình yêu lớn lao với việc vẽ thần thánh này, rồi lại tước đi mọi cơ hội tạo ra tác phẩm tuyệt vời bằng toàn bộ tài năng của tôi!"
Sau đó bà vẽ trang trí cho một câu lạc bộ kịch địa phương do hàng xóm của bà cùng một người họ hàng xa tên Nikita Tonkonog tổ chức. Rồi chính Bilokur cũng biểu diễn trên sân khấu của nhà hát này.
Từ năm 1922 đến 1923, Bilokur tìm hiểu về một trường chuyên dạy gốm sứ nghệ thuật Myrhorod. Bà bắt đầu hành trình tới Myrhorod cùng hai bức vẽ: một bản sao của bức vẽ và một bản vẽ nháp ngôi nhà của ông bà, bà mang chúng đặc biệt cho dịp này. Nhưng Bilokur không được nhận vào trường vì bà không có giấy tờ chứng mình bà đã hoàn thành chương trình bảy năm học ở trường địa phương, vậy nên bà đành đi chân trần trở về nhà.
Bà chưa bao giờ từ bỏ niềm đam mê hội họa. Sau đó, bà bắt đầu tham gia một lớp học kịch do hai giáo viên (và là vợ chồng) nhà Kalita tổ chức.

### Thời gian sáng tác

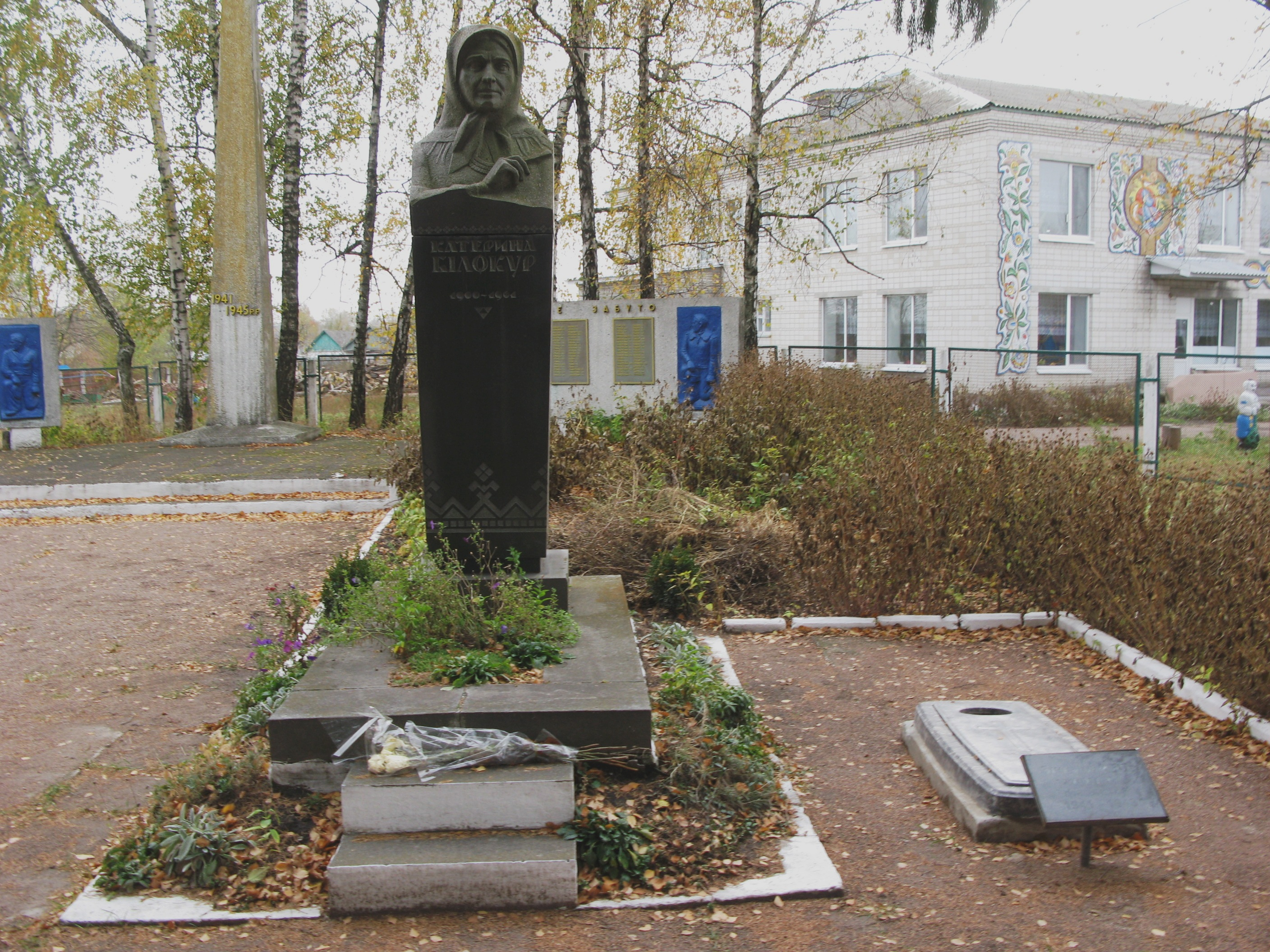
Mộ Bilokur tại Bohdanivka

Mùa thu năm 1940, Bilokur nghe trên đài phát bài hát "Or was I not the viburnum on the meadow" do Oksana Petrusenko thể hiện. Ca khúc làm Bilokur ấn tượng nhiều đến nỗi bà đã viết một lá thư gửi cho nữ ca sĩ, kèm theo một bức họa hình cây viburnum trên mảnh vải. Bức họa gây ấn tượng với nữ ca sĩ, nên sau khi thảo luận bạn bè - Vasily Kasiyan và Pavel Tychina - bà đã tìm đến Trung tâm Nghệ thuật Dân gian. Ngay sau đó, một lời mời đã xuất hiện ở Poltava - để tìm tới làng Bogdanivka, tìm Bilokur và hỏi thăm về các tác phẩm của bà.
Vladimir Khitko (lúc ấy là trưởng ban nghệ thuật và phương pháp luận của Nhà Nghệ thuật Dân gian địa phương) đã đặt chân đến thăm Bogdanivka. Ông đưa một số bức họa của Kateryna Bilokur ở Poltava cho nghệ sĩ Matvey Dontsov xem. Năm 1940, tại Nhà Nghệ thuật Dân gian ở Poltava, một triển lãm riêng của nghệ sĩ tự học từ Bogdanivka đã được mở, lúc ấy chỉ trưng bày có 11 bức họa. Triển lãm thành công lớn và nữ nghệ sĩ được tưởng thưởng một chuyến đi đến Moskva. Bà cùng với Vladimir Khitko đến thăm Phòng trưng bày Tretyakov và Bảo tàng Pushkin.
Năm 1944, Vasily Nagai (giám đốc của Bảo tàng Nghệ thuật Trang trí Dân gian Quốc gia Ukraina) đã ghé Bogdanivka và mua một số bức tranh của Bilokur. Nhờ có lần mua này mà Bảo tàng Nghệ thuật Trang trí Dân gian Ukraina đã sở hữu bộ sưu tập những tác phẩm xuất sắc nhất của Bilokur.
Năm 1949, Bilokur trở thành thành viên của Hội Nghệ sĩ Ukraina. Năm 1951, bà được trao "Huy hiệu Danh dự" và nhận danh hiệu Nghệ sĩ Ưu tú của Xô viết Ukraina. Ba bức tranh của Bilokur, gồm "Tsar Kolos", "Birch" và "Kolkhoz Field" được đưa vào gian trưng bày nghệ thuật của Liên Xô tại Triển lãm quốc tế ở Paris (1954). Tại buổi triển lãm, Pablo Picasso chiêm ngưỡng những bức tranh này và phát biểu về Bilokur như sau: "Nếu chúng tôi mà có một nghệ sĩ ở trình độ này, chúng tôi sẽ làm cả thế giới nói về cô ấy!" Năm 1956, Bilokur nhận danh hiệu "Nghệ sĩ Nhân dân" của Xô viết Ukraina. Ở những năm về sau, các tác phẩm của Bilokur thường xuyên được trưng bày tại các buổi tiển lãm ở Poltava, Kyiv, Moskva và nhiều thành phố khác.
Nữ nghệ sĩ đã kết bạn với các đồng nghiệp và nhà phê bình nghệ thuật, và họ là những người hiểu và tôn trọng bà. Bên cạnh những lần gặp họ, bà còn mang theo một bức thư dài từ làng Bogdanivka cho họ xem. Trong số những người bạn qua thư từ của bà có nhà thơ Pavel Tychina và vợ ông là Lydia Petrovna, nhà phê bình nghệ thuật Stefan Taranushenko, giám đốc Bảo tàng Nghệ thuật Trang trí Dân gian Ukraina Vasily Nagai, các nghệ sĩ Elena Kulchitskaya, Matvey Dontsov, Emma Gurovich... Ở Bogdanivka, bà bắt đầu dạy cho các học trò gồm: Olga Binchuk, Tamara Ganzha và Anna Samarskaya.

### Những năm cuối đời

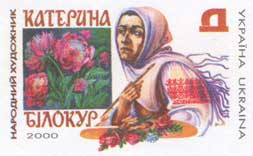
Tem của Ukraina năm 2000 có hình Bilokur

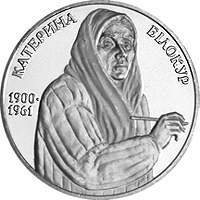
Đồng xu in hình Kateryna Bilokur

Năm 1948, cha bà là ông Vasily Bilokur mất. Katheryna sống cùng người mẹ ốm yếu trong một thời gian, rồi sau đó người anh Grigory cùng vợ và năm đứa con chuyển đến sống cùng họ. Mùa thu năm 1961, mẹ bà lên cơn đau dữ dội ở bụng và chân. Các phương pháp điều trị tại nhà không có hiệu quả, còn hiệu thuốc trong làng lại không có đủ số thuốc cần thiết. Đầu tháng 6 năm 1961, mẹ bà mất, thọ 94 tuổi. Cùng năm ấy, Bilokur được đưa đến bệnh viện địa phương Yagotynsky. Ngày 10 tháng 6, bà trải qua một ca phẫu thuật nhưng không thành, và cùng ngày hôm ấy, Bilokur tử vong. Bà được chôn tại ngôi làng quê hương ở Bogdanivka. Tác giả tấm bia mộ là một thợ điêu khắc có tên Ivan Gonchar.

## Họa phẩm
Đa số các bức họa của Kateryna Bilokur là vẽ hoa. Bà thường kết hợp các yếu tố của mùa xuân và mùa thu trong tranh của mình, bà từng vẽ một bức tranh như thế từ mùa xuân sang mùa thu. Ví dụ, sáu bông hoa thược dược trong bức "Cánh đồng nông trại tập thể" được vẽ trong hơn ba tuần. Ngoài hoa, Bilokur còn vẽ tranh phong cảnh và chân dung. Nhiều lần bà định cố vẽ một bức miêu tả con cò mang theo đứa trẻ, song bỏ ý tưởng này do bị nhầm với những bức khác.
Ở thập niên 1950, Bilokur thử sức với tranh màu nước. Tác phẩm xuất sắc nhất của bà lúc bấy giờ - "Làng Bohdanivka vào tháng 9", "Beyond the Village" (1956), "Đầu xuân" (1958), "Mùa thu" (1960) - có nét đặc trưng là khả năng biểu đạt cảm xúc tuyệt vời. Trong những năm cuối đời, trong tình trạng bệnh nặng, Bilokur đã sáng tác một số bức tranh vải bạt nổi bật gồm: "Daisies" (1958), "Peonies" (1958), "Bohdaniv Apples" (1959), "Bundle of Flowers" (1960) và một số bức tranh khác.
Bà không thường sử dụng màu nước và bút chì xám vì bà thích tranh sơn dầu hơn: "Tôi tự làm cọ - Tôi lấy những sợi lông có cùng độ dài từ đuôi mèo. Mỗi bức tranh lại có cọ riêng. Tôi tự tìm tòi về kỹ thuật sơn lót vải bạt."

## Tri ân
Ngày 7 tháng 12 năm 2020, Google kỷ niệm sinh nhật thứ 120 của bà bằng một Google Doodle.

### Bằng tiếng Anh
- Kateryna Bilokur - 54 artworks - painting - her paintings on WikiArt
- Ukraine gateway
- Katerina Bilokur on Ukrkolo.com

### Bằng tiếng Ukraina
- Картинна галерея Катерини Білокур
- Дарина Горова Минуло 105 років від дня народження Катерини Білокур. «Україна Молода», № 234, 2005
- Сто видатних імен в Україні